# John Shirley
John Shirley (Houston, 10 de febrero de 1953) es un escritor estadounidense de fantasía y ciencia ficción, autor de novelas, relatos cortos, guiones para cine y televisión y ha publicado cerca de 40 libros y 8 colecciones de relatos. También escribió una novela histórica basada en Wyatt Earp, llamada Wyatt in Wichita y un libro de no ficción llamado Gurdjieff: An Introduction to His Life and Ideas
Como músico, ha formado sus propias bandas y ha escrito letras para bandas como Blue Öyster Cult, entre otras.